# Paul McEuen
Paul L. McEuen (* 1963) ist ein US-amerikanischer Physiker, der sich mit Nanotechnologie befasst.
McEuen studierte Physikingenieurwesen an der University of Oklahoma mit dem Bachelor-Abschluss 1985 und wurde 1991 an der Yale University in Angewandter Physik promoviert. Als Post-Doktorand war er am Massachusetts Institute of Technology. 1992 wurde er Assistant Professor und 1996 Associate Professor an der University of California, Berkeley und 2001 Professor an der Cornell University, an der er seit 2008 Goldwin Smith Professor für Physik ist.
Er ist für die Erforschung elektronischer und mechanischer Eigenschaften von Kohlenstoffnanoröhren bekannt und anderen Nanostrukturen wie Graphen, neuen Fabrikationsmethoden für solche Strukturen, Mikro- und Nano-Maschinen und Aufbau chemischer und biologischer Nanostrukturen (das Motto seines Labors lautet Anything, as long as it's small, Alles solange es klein ist). 2002 realisierte er mit seiner Gruppe einen Einzelatomtransistor. Er zeigte mit seiner Gruppe die Anwendbarkeit von Kirigami-Techniken auf Graphen für die Erzeugung von Mikrostrukturen.
Er ist Fellow der American Physical Society (2003) und Mitglied der National Academy of Sciences (2011) und der American Academy of Arts and Sciences (2015). 1992 bis 1994 war er Sloan Research Fellow und 1992 bis 1997 Packard Fellow. 2001 erhielt er den Agilent Europhysics Prize. 2017 gehörte  er zu den hochzitierten Wissenschaftlern der Clarivate Citation Laureates.
2010 veröffentlichte er einen Thriller Spiral, bei dem es um biologische Waffen geht. Das Buch erschien zuerst in Deutsch, 2011 auch in den USA.
Er war mit seiner Kollegin Lydia Sohn 2001 an der Aufdeckung des Falls wissenschaftlicher Fälschungen von Jan Hendrik Schön wesentlich beteiligt.

## Schriften (Auswahl)
- R. De Alba, F. Massel, I. R. Storch, T. S. Abhilash, A. Hui, P. L. McEuen, H. G. Craighead, J. M. Parpia: Tunable phonon-cavity coupling in graphene membranes,  Nature Nano  11, 741–746 (2016)
- M. K. Blees, A. W. Barnard, P. A. Rose, S. P. Roberts, K. L. McGill, P. Y. Huang, A. R. Ruyack, J. W. Kevek, B. Kobrin, D. A. Muller, P. L. McEuen: Graphene Kirigami, Nature 524, 204–207 (2015).
- K. F. Mak, K. L. McGill, J. Park, P. L. McEuen: The Valley Hall Effect in MoS2 Transistors, Science 344, 1489–1492 (2014).
- P. Y. Huang, S. Kurasch, J. S. Alden, A. Shekhawat, A. A. Alemi, P. L. McEuen, J. P. Sethna, U. Kaiser, D. A. Muller: Imaging Atomic Rearrangements in Two-Dimensional Silica Glass: Watching Silica’s Dance, Science 342, 224–227 (2013).
- J. S. Alden, A. W. Tsen, P. Y. Huang, R. Hovden, L. Brown, J. Park, D. A. Muller, P. L. McEuen: Strain Solitons and Topological Defects in Bilayer Graphene, PNAS 110, 11256–11260 (2013).
- P. Y. Huang, C. S. Ruiz-Vargas, A. M. van der Zande, W. S. Whitney, S. Garg, J. S. Alden, C. J. Hustedt, Y. Zhu, J. Park, P. L. McEuen, D. A. Muller: Imaging Grains and Grain Boundaries in Single-Layer Graphene: An Atomic Patchwork Quilt, Nature 469, 389–392 (2011).
- N. M. Gabor, Z. Zhong, K. Bosnick, J. Park, P. L. McEuen: Extremely Efficient Multiple Electron-Hole Pair Generation in Carbon Nanotube Photodiodes, Science 325, 1367–1371, (2009).
- Z. Zhong, N. M. Gabor, J. E. Sharping, A. L. Gaeta, P. L. McEuen: Terahertz time-domain measurement of ballistic electron resonance in a single-walled carbon nanotube, Nature Nanotechnology 3, 201–205 (2008).
- J. S. Bunch, A. M. van der Zande, S. S. Verbridge, I. W. Frank, D. M. Tanenbaum, J. M. Parpia, H. G. Craighead, P. L. McEuen: Electromechanical Resonators From Graphene Sheets, Science 315, 490–493 (2007).
- E. D. Minot, Y. Yaish, V. Sazonova, P. L. McEuen:  Determination of electron orbital magnetic moments in carbon nanotubes, Nature 428, 536–539 (2004).
- V. Sazonova, Y. Yaish, H. Ustunel, D. Roundy, T. A. Arias, P. L. McEuen: A Tunable Carbon Nanotube Electromechanical Oscillator, Nature 431, 284–287 (2004).
- mit Jiwoong Park u. a.: Coulomb blockade and the Kondo effect in single-atom transistors, Nature, Band 417, 2002, S. 722–725, Abstract